# Jacobus Henricus van ’t Hoff

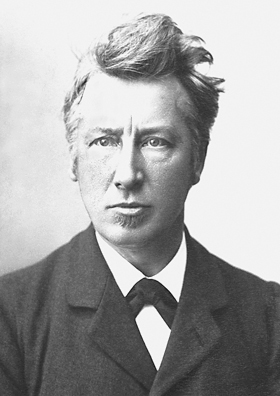
Jacobus Henricus van ’t Hoff

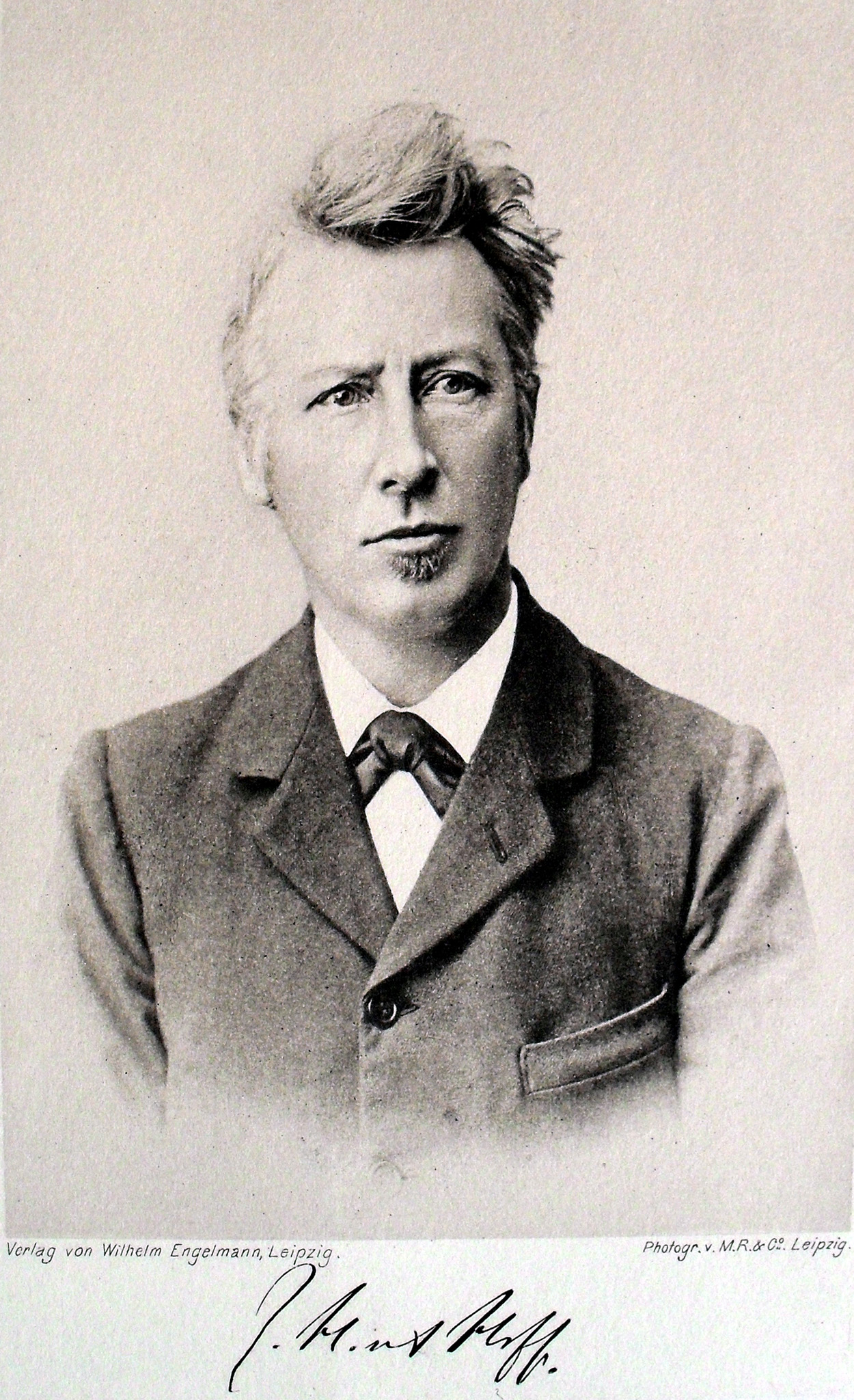
Jacobus Henricus van ’t Hoff (1899)

Jacobus Henricus van ’t Hoff (* 30. August 1852 in Rotterdam; † 1. März 1911 in Steglitz b. Berlin) war ein niederländischer Chemiker und der erste Nobelpreisträger für Chemie. Van ’t Hoff erforschte die Chiralität von Kohlenstoffverbindungen, die Änderung der physikalischen Eigenschaften in Abhängigkeit von der Zahl der Teilchen in einer Lösung sowie die Kinetik von chemischen Reaktionen und ihre Temperaturabhängigkeit.

## Leben

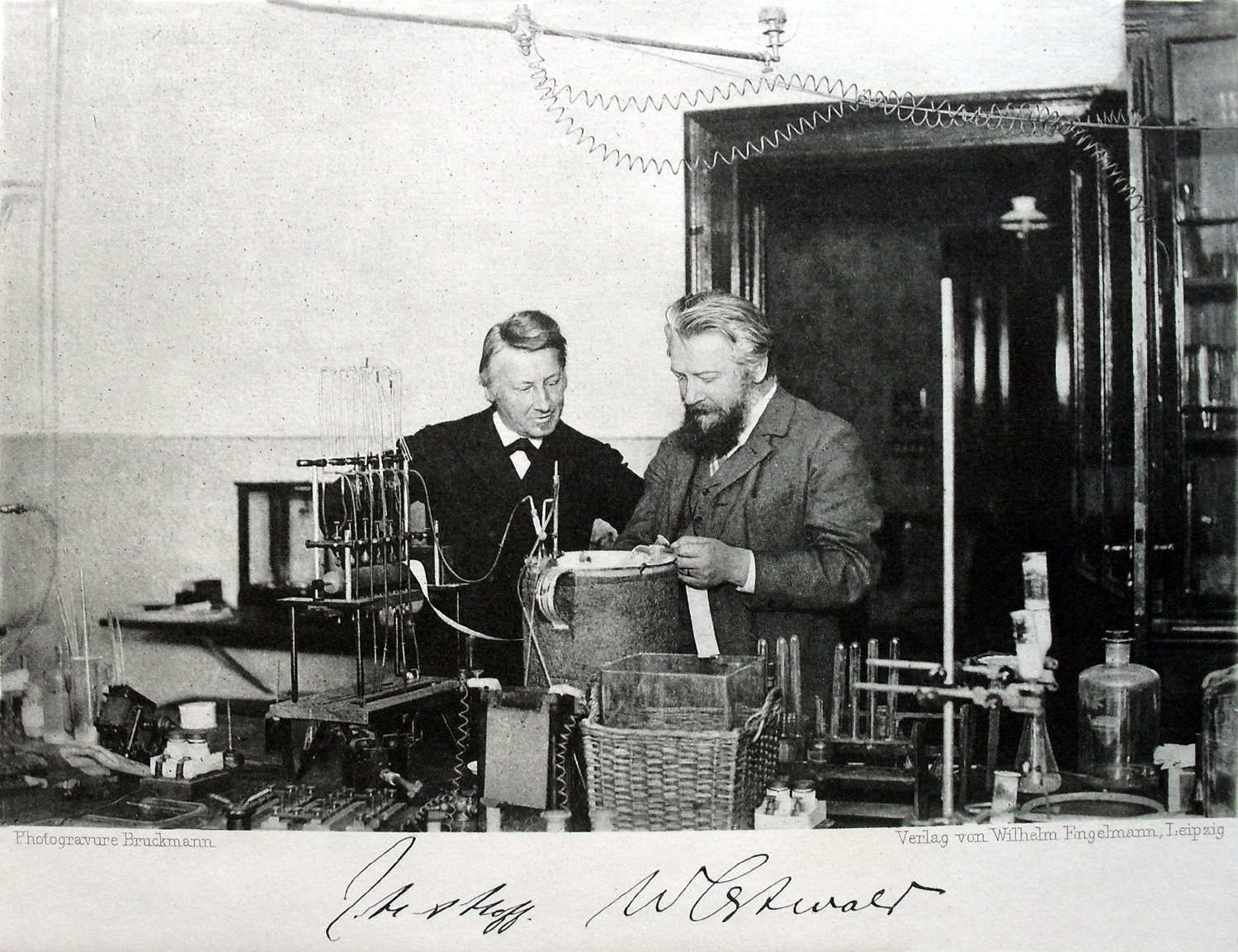
van ’t Hoff (links) und Wilhelm Ostwald im Labor (1905)

Van ’t Hoffs Vater war als praktischer Arzt in Rotterdam tätig.
In Rotterdam besuchte der junge Henricus eine lateinlose „Hoogere Burgerschool“, die etwa einer Realschule in Deutschland zu damaliger Zeit entsprach. Seit frühester Jugend interessierte sich van ’t Hoff für die Chemie. Nach seinem Abitur im Jahr 1869 studierte er am Polytechnischen Institut in Delft Technik. Nach zwei Jahren erhielt er seinen Abschluss und die Berechtigung für ein Studium. Ab 1871 studierte er Mathematik an der Universität Leiden, dann Chemie ab 1872 bei August Kekulé in Bonn und ab 1873 bei Charles Adolphe Wurtz in Paris. Während seines Studiums interessierte sich van ’t Hoff auch für Philosophie (Auguste Comte) und Dichtkunst (Lord Byron, Heinrich Heine).
Schon vor Abschluss seiner Doktorarbeit überraschte van ’t Hoff die Fachwelt mit einem kurzen Artikel zum optischen Drehvermögen und zur Stereochemie von Kohlenstoffbindungen. Dieser Artikel wurde jedoch von den Fachkollegen nicht beachtet.
1874 erhielt er bei Eduard Mulder seinen Doktorgrad an der Universität Utrecht mit einer Dissertation über Cyanessigsäure und Malonsäure (Bijdrage tot de kennis van cyaanazijnzuur en malonzuur). Es folgte eine Phase vergeblicher Bewerbungen für eine Hochschullaufbahn. 1875 stellte er das stereochemische Prinzip der optischen Superposition auf.
Als Hilfslehrer bekam van ’t Hoff 1876 eine Assistentenstelle an der Tierarzneischule der Universität Utrecht. 1876 übersetzte Johannes Wislicenus van ’t Hoffs Arbeit über das asymmetrische Kohlenstoffatom ins Deutsche. Auch in Deutschland wurde die überragende Bedeutung dieses Artikels zunächst nicht gewürdigt.
1877 konnte er jedoch zunächst als Lektor zum Fachbereich Chemie der Universität Amsterdam überwechseln und erhielt ab 1878 eine Professur. Dort entwickelte er einfache Apparaturen und beschäftigte sich um 1884 mit dem osmotischen Druck. Seine 1887 veröffentlichte Arbeit Die Rolle des osmotischen Druckes in Analogie zwischen Lösungen und Gasen legte die Grundlagen für die Bestimmung des Molekulargewichts von Stoffen in Lösung. Svante Arrhenius und Wilhelm Ostwald erkannten die Bedeutung von van ’t Hoffs Arbeiten. Auf der Grundlage seiner Überlegungen wurde die Ionentheorie von wässrigen Lösungen (Dissoziation) entwickelt.
Van ’t Hoff und Wilhelm Ostwald begründeten im Jahr 1887 die Zeitschrift für physikalische Chemie und zusammen mit Walther Nernst machten sie Ende des 19. Jahrhunderts das Grenzgebiet zwischen Physik und Chemie zu einer eigenständigen Wissenschaft. Hauptziel war die quantitative Beurteilung chemischer Vorgänge mit den Methoden der Physik, vor allem Thermodynamik und Kinetik.  Auf Anregung von Ostwald wurde 1894 die erste Gesellschaft zur Pflege der neuen Wissenschaft gegründet. Diese wurde später zu Ehren des weltbekannten Physiko-Chemikers Robert Wilhelm Bunsen in Deutsche Bunsen-Gesellschaft für Physikalische Chemie umbenannt und vergibt seit 2009 alle drei Jahre den Van ’t-Hoff-Preis an herausragende aktive Forscher in der physikalischen Chemie.
Nun erhielt er viele Ehrungen. 1892 wurde er in die Akademie der Wissenschaften zu Göttingen gewählt, 1895 in die American Academy of Arts and Sciences sowie in die Russische Akademie der Wissenschaften in St. Petersburg, 1901 in die National Academy of Sciences, 1904 in die American Philosophical Society und 1905 in die Académie des sciences. 1896 folgte er einem Ruf an die Preußische Akademie der Wissenschaften (bzw. Universität Berlin) in Berlin und wirkte dort bis zu seinem Tode. Er befasste sich hier mit dem chemischen Gleichgewicht, mit neuen Methoden zur Bestimmung des Molekulargewichts und der Bildung von Salzen aus dem Meerwasser und der Reihenfolge der Ablagerungen verschiedener Salzschichtungen bei bestimmten Temperaturen und Drucken.
Er erhielt 1901 für seine Entdeckung der Gesetze der chemischen Dynamik und des osmotischen Druckes in Lösungen den ersten Nobelpreis für Chemie. Für seine Versuche nutzte er die künstlichen semipermeablen Membranen des Chemikers Moritz Traube. 1903 war er Vorsitzender der Gesellschaft Deutscher Naturforscher und Ärzte.
Van ’t Hoff starb an Tuberkulose. Er wurde auf dem Berliner Friedhof Dahlem beerdigt. Das Ehrengrab der Stadt Berlin befindet sich dort im Feld 1.
1970 wurde der Mondkrater Van't Hoff nach ihm benannt. Der Asteroid (34978) van 't Hoff ist ebenfalls nach ihm benannt.

## Wissenschaftliches Werk

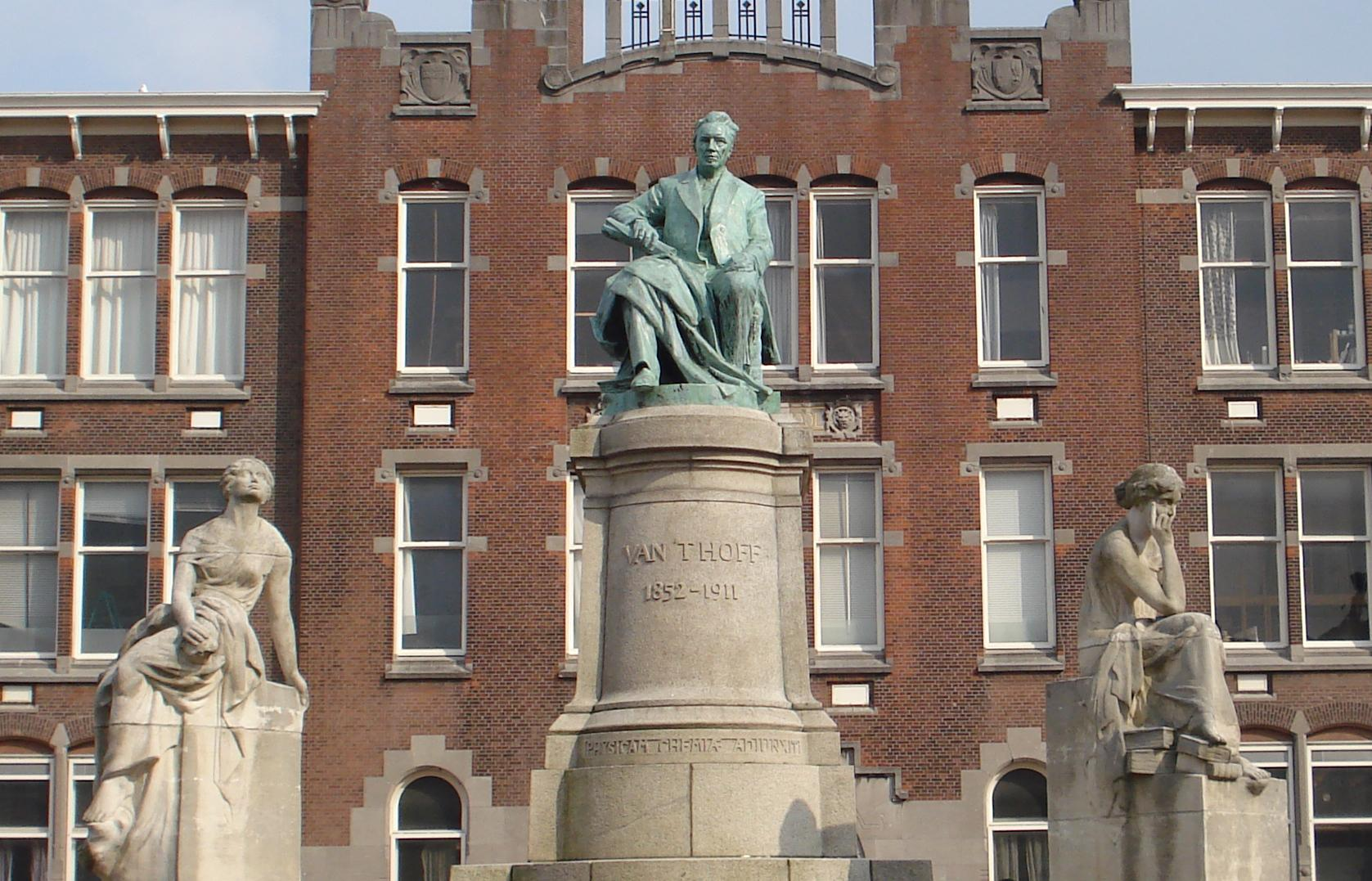
Denkmal in Rotterdam

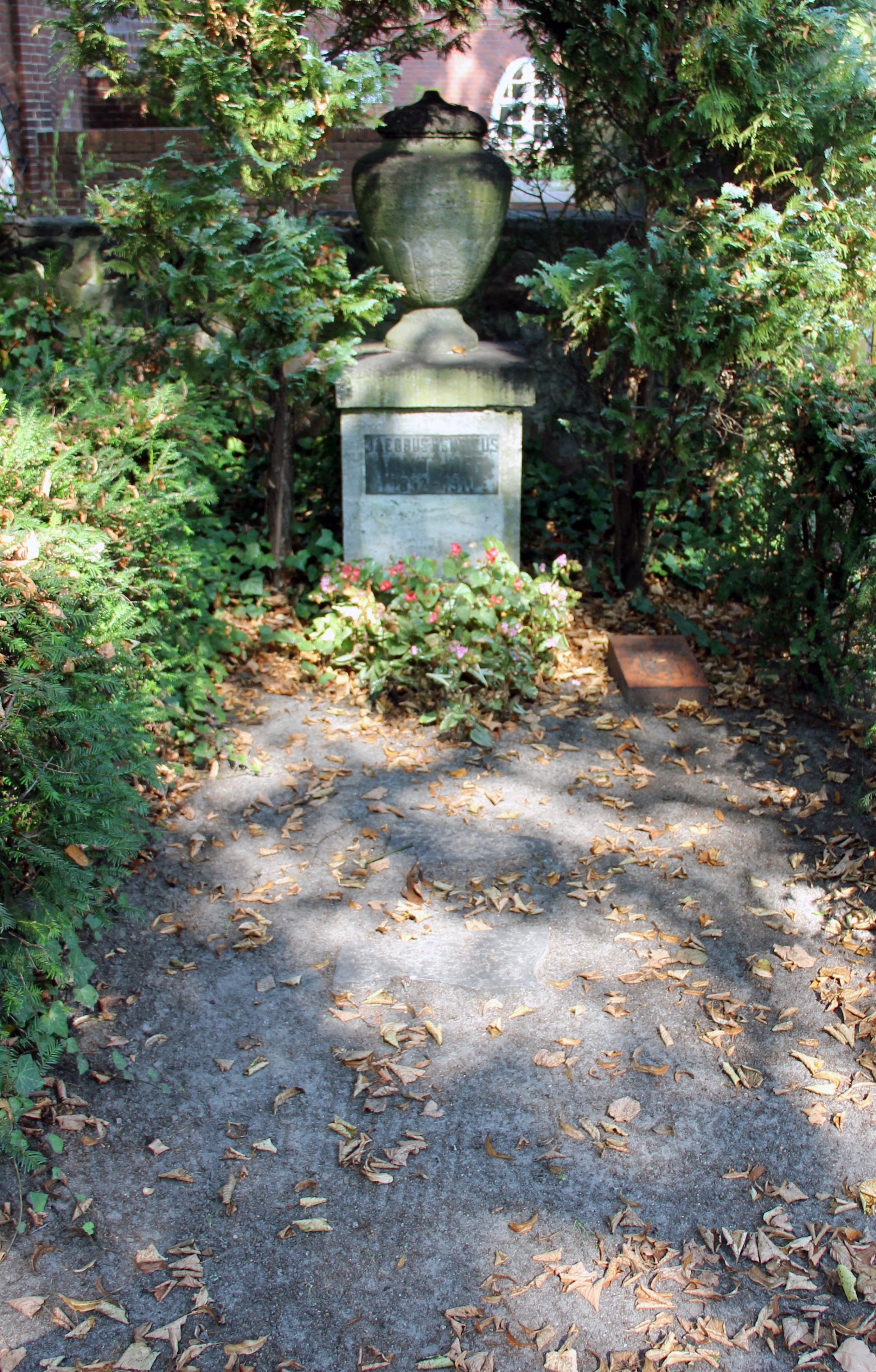
Ehrengrab auf dem Friedhof Dahlem, in Berlin

Schon vor der Verleihung des Doktorgrades publizierte er den ersten seiner bedeutenden Beiträge zur organischen Chemie. Er erklärte das Phänomen der optischen Aktivität durch die Annahme, in optisch aktiven Verbindungen seien die chemischen Bindungen zwischen den Kohlenstoff-Atomen und ihren vier Nachbarn räumlich so angeordnet, dass sich das Kohlenstoffatom im Zentrum und die benachbarten Atome an den Ecken eines Tetraeders befinden. Die vier Bindungen müssen alle unterschiedlich sein. Diese Anordnung ermöglicht es, dass das Molekül in Form zweier Enantiomere, also spiegelbildlich gleichen Bauweisen, vorkommen kann. Die gleiche Idee der Erklärung der optischen Aktivität hatte unabhängig von ihm auch der französische Chemiker Joseph Le Bel. Insofern hat van ’t Hoff die Stereochemie entscheidend weiterentwickelt.

### Avogadrosches Gesetz für Lösungen, Dissoziationstheorie
Van ’t Hoff entwickelte die Idee, dass das Avogadro’sche Gesetz auch für Lösungen gelten könnte. Er fand, dass der osmotische Druck einer Lösung direkt proportional zur darin gelösten Menge eines Stoffes ist. Er folgerte, dass bei gleichem osmotischen Druck und gleicher Temperatur auch die jeweils gleiche Teilchenzahl gelöst sein müsste. Er wendete nun die Zustandsgleichung (nach dem Avogadroschen Gesetz, dem Boyle-Mariotte-Gesetz) für Gase auf Lösungen an und konnte so exakte Molekulargewichtsbestimmungen durchführen.
Analoge Überlegungen übertrug van ’t Hoff auch auf Siedepunktserhöhung und Gefrierpunktserniedrigung, die François Marie Raoult schon rein empirisch nachweisen konnte. Dadurch konnte van ’t Hoff Molekulargewichtsbestimmungen und Molekülgrößen von gelösten Stoffen abschätzen. Abweichungen bei der bisherigen Theorie gab es jedoch bei Salzen (z. B. Kaliumchlorid) im Vergleich zu Rohrzucker. Die für Kaliumchlorid gefundene Teilchenzahl war doppelt so hoch wie nach der Molekülmasse erwartet. Diese Erkenntnis stützte die Theorie von Svante Arrhenius, der erst nach van ’t Hoffs Vorarbeit seine Dissoziationstheorie darstellte.
Eine komplexere Theorie zur Beschreibung der elektrolytischen Lösungstension, der elektromotorischen Kraft (EMK) von galvanischen Elementen, wurde von Walther Nernst entwickelt. Auch bei dieser Theorie wurde eine ähnliche Beschreibung wie beim osmotischen Druck genutzt.

### Kinetik
Bahnbrechende Arbeiten leistete van ’t Hoff auch auf dem Gebiet der Kinetik mit Etudes, Studien zur chemischen Dynamik (1896). Van ’t Hoff untersuchte die Umsetzungen von Chloressigsäure und Verseifung von Essigester mit Natriumhydroxid (beides bimolekulare Reaktionen).
Vorausgegangen waren jedoch schon Untersuchungen von Ludwig Ferdinand Wilhelmy, Wilhelm Ostwald sowie Cato Maximilian Guldberg und Peter Waage.
Wilhelmy machte die ersten kinetischen Untersuchungen durch Säureeinwirkung auf Zucker; die Reaktionsgeschwindigkeit wurde mit einem Polarimeter bestimmt.
Später befasste sich auch Wilhelm Ostwald mit der chemischen Kinetik.
Im Buch wurde auch die Temperaturabhängigkeit von Reaktionsgeschwindigkeiten untersucht. Die nach van ’t Hoff benannte van ’t Hoff’sche Regel besagt, dass sich die Geschwindigkeit einer chemischen Reaktion verdoppelt, wenn sich die Temperatur um etwa zehn Grad Celsius erhöht. Der Van-’t-Hoff-Faktor bringt das molare Lösungsverhalten eines Stoffes zum Ausdruck. Die van-’t-Hoff’sche Reaktionsisobare gibt die Ableitung des Logarithmus der thermodynamischen Gleichgewichtskonstanten nach der Temperatur bei konstantem Druck an.

### Sonstige Leistungen
Weitere Arbeitsgebiete waren die Thermodynamik, in deren Zusammenhang van ’t Hoff 1884 die Affinität definierte, sowie ozeanische Salzablagerungen und geologische Ablagerungen; hier legte er mit Richard Lachmann die Grundlagen zur Halokinese.

## Schriften
- La chimie dans l’espace. 1875; deutsch: Die Lagerung der Atome im Raume. Braunschweig 1877 (Digitalisat und Volltext im Deutschen Textarchiv)
- Ansichten über die organische Chemie. 3 Teile, Braunschweig 1878–1881
- Etudes de dynamique chimique. 1884; deutsch: Studien zur chemischen Dynamik. 1898
- Lois de l’équilibre chimique dans l’état dilué, gazeux ou dissous. 1885
- Vorlesungen über Bildung und Spaltung von Doppelsalzen. Leipzig 1897
- Untersuchungen über die Bildungsverhältnisse der oceanischen Salzablagerungen, insbesondere des Staßfurter Salzlagers. Berlin 1897
- Vorlesungen über theoretische und physikalische Chemie. Braunschweig 1898–1900
- Die Gesetze des chemischen Gleichgewichtes für den verdünnten, gasförmigen oder gelösten Zustand. Engelmann, Leipzig 1900, 2. Auflage 1915 (van-’t-Hoff’sches Gesetz)
  - Zuerst in Französisch: Une propriété générale de la matière diluée, in Kongl. Svenska vetenskapsakademiens Handlingar, Band 21, Nr. 17, 1886 sowie in Archives Néerlandaises 1885

## Dissertation
- Marlies Dehler: Die philosophisch-weltanschaulichen Standpunkte und die Chemie-historische Bedeutung von Jacobus Henricus van't Hoff und Svante Arrhenius bei der Herausbildung der physikalischen Chemie, 1981, DNB 820462586, Dissertation HU, Berlin 1981, 146 Seiten.